# Aigle Azur
Aigle Azur foi uma companhia aérea francesa, fundada em 1946 por Sylvain Floirat. Fez parte do Grupo GoFast, que operava voos regulares para as principais cidades da França e da Argélia e, desde Abril de 2006, para Portugal (três aviões por dia: Lisboa, Faro e Porto), para Marrocos, Tunísia e Mali e a partir de Julho de 2018, também tinha 3 frequências para Viracopos no Brasil. A companhia começou também a voar para o Funchal em Outubro de 2009..
Em Junho 2010, Aigle Azur, aprovou em Assembleia-Geral extraordinária a nova administração da empresa. Em consequência foi criado o Conselho de Supervisão e o Conselho de Administração. O Conselho de Supervisão será presidido por Arezki Idjerouidene, com Meziane Idjerouidene assumindo o cargo de vice-presidente. François Hersen foi nomeado presidente do Conselho de Administração, assistido por Jean-Louis Clauzier. 
Depois da reestruturação do modelo de gestão, a companhia estave agora empenhada na abertura de novas rotas, como a nova ligação Paris-Bagdá, no  Iraque,iniciou  a partir de Setembro 2010..
Em 16 de novembro de 2017, o empresário David Neeleman, proprietário da Azul Linhas Aéreas anunciou ter comprado 32% de participação da empresa, o que deu início a rota Campinas-Paris. A Azul também planejava trazer a companhia para Recife e Belo Horizonte.
Em 2019 a companhia cessou as operações devido a confusão dos investidores e por causas económicas.

## Frota

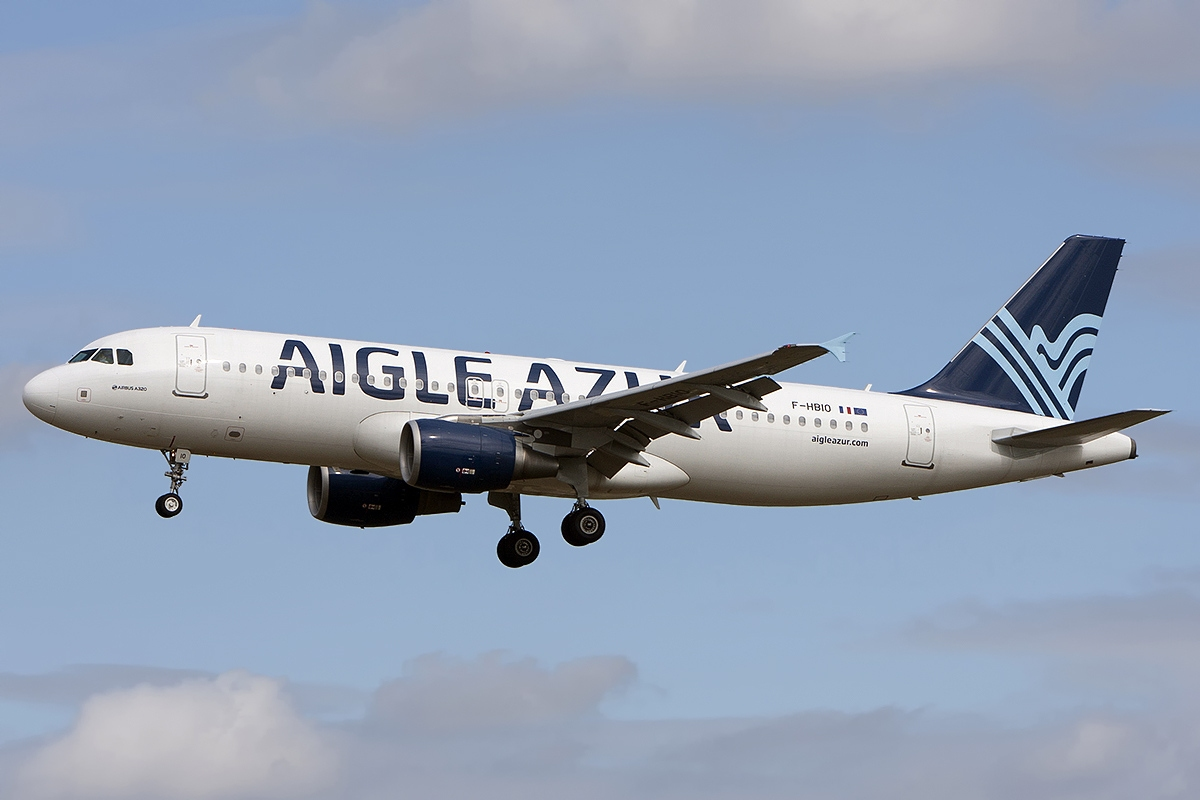
Airbus A320 da Aigle Azur.

Em abril de 2019 a Aigle Azur tinha 11 aviões:
| Modelo          | Quantidade | Encomendados | Notas                                   |
| --------------- | ---------- | ------------ | --------------------------------------- |
| Airbus A320     | 9          | --           | 1 a operar na TAP Air Portugal (F-HBIS) |
| Airbus A330-200 | 2          | --           |                                         |
| Airbus A350     | --         | --           |                                         |
| Total           | 11         | —            | —                                       |